# Индивидуална аналитична психодрама
Индивидуалната аналитична драма е терапия основана на ролевите игри и наблюдението на несъзнаваното. Виж книгата от 2001 г.: „Добрата практика в психодрамата. Аналитична перспектива“ от Дон Фийси. Publisher Wiley UK. Still in print.

## История
Морено създава психодрамата, която вече е психотерапия. Зигмунд Фройд му пише по няколко случая.
Психоаналитиците се интересуват от този метод и го адаптират към принципите на психоанализата.

## Практика
Практиката е разделена на три части.

### Разработка на сцената
Пациентът и психоаналитика си представят сцената и приемат да играят роля.

### Ролева игра
Сцената се изиграва, както е описана или може би различно.

### Интерпретация
Психоаналитика осмисля сцената и ролевата игра и обяснява на пациента своята интерпретация.